# 垢
垢（あか）は、角質化する多層上皮を持つ脊椎動物の表皮の古い角質が新しい角質と交代して剥がれ落ちたものと、皮膚分泌物が交じり合ったもの。
脊椎動物のうち、爬虫類の多くは鱗の形をとる硬質の角質を持つため、古い角質は垢状とならず一連のシート状にまとまった形ではがれ、脱皮の形で交代するが、鳥類の脚部を除く体幹部や哺乳類の体表の角質は柔軟であり、微小な細片となって脱落する。これが垢であるが、特に哺乳類は皮膚に各種の腺が発達しており、ここからの分泌物で皮膚表面を潤しているため、ヒトの垢として馴染み深い粘土質の垢となりやすい。

## ヒトの垢
ヒトの表皮細胞は基底部で幹細胞の細胞分裂によって次々に新生し、これが表層に押し出されるにつれて細胞骨格の一要素である中間径フィラメントの上皮型であるケラチン繊維が細胞内に充填していき、最終的にほとんどケラチン繊維からなる死細胞となる。これが角質であり、陸上脊椎動物の体表はこの角質で保護され、内部の細胞を乾燥などから防御している。角質は死細胞で構成されるため、生きた細胞の代謝は行われない。その代わり次々に下層で新生される角質に置き換わって一定の状態を維持している。このとき、古い角質は垢となって剥がれ落ちる。
ヒトの表皮細胞は人種や個人差によって密度が異なるが、メラニン色素を蓄積して紫外線の防御を行っている。垢として剥がれ落ちた角質は表皮の一部として機能している角質よりも厚く堆積すると、角質本来の淡い色調や、メラニン色素の色が強調され、より濃色の褐色を呈するようになる。また、垢を構成する角質や皮膚分泌物は本来は無臭であるが、皮膚表面の常在細菌によって分泌物が分解されることによって、臭いを発するようになる。垢はこうした代謝産物を保持する機能があるため、入浴などによる皮膚の洗浄を長期間行わないと、その個人特有の体臭は次第に強くなる傾向にある。
垢は皮膚表面に蓄積し、室外に出て活動している場合などには、埃や泥が混じるので黒っぽくなり、入院で入浴できないなど、清潔な条件下では白っぽい。湿ったものは皮膚をこすると粘土の塊のようにこねられた粕になって出、乾燥した状態では粉の塊のようになって皮膚から剥がれる。
人間は長い時間、体を洗わないと皮膚表面の垢の体積は次第に厚くなり、そうした状態が説話の『垢太郎』（後述）の物語の現実感のある要素となっている。ただし厚くなれば体を動かした際にひび割れて剥がれる。あまり垢が堆積すると皮膚呼吸に影響をきたし、体内の水分調節が難しくなる側面があるため、垢が堆積するまで放置するのは健康上あまり好ましくないと言う話もあるが、ヒトの皮膚呼吸の比重はさほど大きくはなく医学上正確な話とは言い難い。
垢は汚いという社会通念がある。しかし垢の落としすぎも、また、まだ機能的な皮膚の角質をも侵食して破壊してしまう恐れがあること、また垢に保持された皮脂腺分泌物などが常在細菌によって代謝された産物は皮膚を弱酸性に保ち、常在細菌叢そのものと複合的に外部からの病原体を排除していることを考慮すると、皮膚の健康上はあまり望ましいものではない。
垢は体のどの部分から剥がれ落ちたかで名称が変わる。耳の中であれば耳垢、性器の包皮腺分泌物と交じり合ったものであれば恥垢などと言う。頭の垢はふけであるが、より粉っぽく、油っぽいのが普通である。

## 垢と衛生
人間の入浴の目的の一つは垢を落とすことであるとされる。風呂桶（浴槽）の中へ入浴すると、体の表面についている垢が剥がれ落ち、湯に漂流する。その風呂桶から湯を抜いたとき、湯垢として風呂桶にこびり付く。垢は水分がある時は粘土のようであるが、乾燥すると干からびた粕や粉のような状態になる。
- 垢すり（アカスリ）
- 垢落とし

## 説話等
日本の昔話である力太郎（垢太郎）では、物語に登場する長い間入浴していなかった翁と老婆の垢を湯船、あるいは体からかき集め、それを粘土のように固めて人形を作るとそれが超人的能力を持つ人間となるという物語である。
なお、同様に垢を集めて生命を作り出すと言う説話は日本以外にも存在する。代表的なものとしてはインド神話（ヒンドゥー神話）のパールヴァティーの子、ガネーシュなどがいる。

## それ以外の垢
- 浮き世の垢
- 手垢（のついた）
- 水垢
- 石鹸垢
- 爪の垢
- 垢抜ける
- 垢つき病

## インターネットスラング
インターネット上で「アカウント」という意味の俗語（スラング）として使用されることがある。これは、「アカウント」を「アカ」として省略したものをコンピュータの日本語入力システムによって変換すると「垢」と出てくることに因む。